# Canelas
Canelas este o comună cu o populație de 1.780 de locuitori, situată în Portugalia de nord, districtul Porto.
Coordonate: 41° 4' 52" N, 8° 35' 56" W